# Eventyrfærden til Greven af Monte Cristos ø
Eventyrfærden til Greven af Monte Cristos ø er en dansk dokumentarfilm fra 1952 instrueret af Arne Falk Rønne og Leo Agard.

## Handling
Denne artikel mangler et handlingsreferat. Hjælp os med at skrive det.